# Р'янсоро (комуна)
Р'янсоро — одна з комун провінції Гітега, у центральному Бурунді. Центр — однойменне містечко Р'янсоро.